# Jean Jaurès
Jean Léon Jaurès (3. september 1859 i Castres – 31. juli 1914) var en ledende fransk socialist. Han er særligt kendt for at have forsøgt at hindre storkrigen, som brød ud i 1914. Jaurès var akademiker og sad i nationalforsamlingen i flere perioder. Han var blandt andet aktiv i kampen for at løslade den uskyldigt dømte jødiske officer Alfred Dreyfus i den legendariske Dreyfus-affære og i kampen for at skille kirke og stat. Det lykkedes i 1905.
De franske socialister var delt i flere grupper i slutningen af 1800-tallet. Jaurès arbejdede for at forene dem, og det lykkedes ham i 1905 med grundlæggelsen af Parti Socialiste Unifié – Section Française de l'Internationale Ouvrière. Hovedorganet til det forenede socialistparti var avisen l'Humanité, grundlagt af Jaurès året før. Avisen findes stadig.
Jaurès stod i den republikanske tradition fra den store franske revolution i 1789. Han så socialismen som en fuldførelse af demokratiseringen af samfundet.
Jaurès er blevet fejlagtigt fremstillet som pacifist, men var anti-militarist. Han ville omdanne militærvæsenet i retning af et hjemmeværnsforsvar, noget han lagde frem i bogen Den nye hær i 1910. En sådan milits ville være stærk i forsvar, men umulig at bruge mod egen befolkning og til angreb på andre lande, mente Jaurès.
Det var et led i det, som blev Jaurès' største og sidste kamp, kampen mod krigen som truede. Jaurès prøvede flere gange at få den Anden Internationale til at vedtage samtidig generalstrejke i alle krigsførende lande i tilfælde krigsudbrud, men uden at det lykkedes. Han talte og skrev meget mod krigsfaren. I højreaviserne blev Jaurès kaldt "landsforræder" og "tysk agent", og den 31. juli 1914 blev Jean Jaurès skudt og dræbt af en højrenationalist. Dagen efter brød første verdenskrig ud. Morderen, Raoul Villain, sad fængslet under hele krigen, men blev frifundet i 1919 i en kontroversiel retssag.